# Rue Traku
La rue Trakų (littéralement « rue Trakai » ; en lituanien : Trakų gatvė) est l'une des plus anciennes rues de la vieille ville de Vilnius, qui est classée au Patrimoine mondial de l'UNESCO,,,,.

## Bâtiments notables
- Palais Ouiastovski
- Palais franciscain
- Palais Tiškevičiai, faculté d'Architecture de l'Université Gediminas
- Palais Tyzenhaus
- Église de l'Assomption

## Galerie

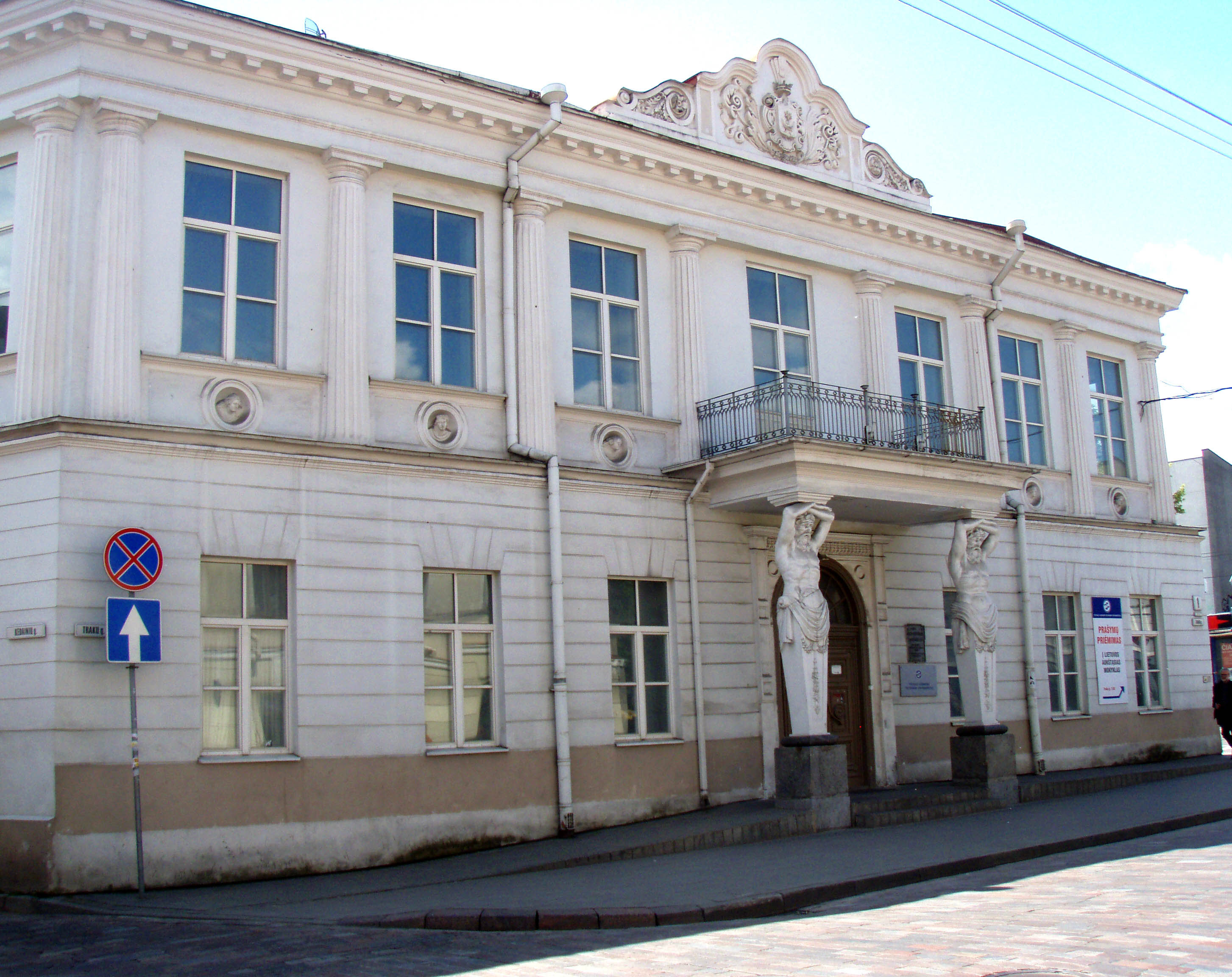
Faculté d'architecture de l'Université technique Gediminas de Vilnius
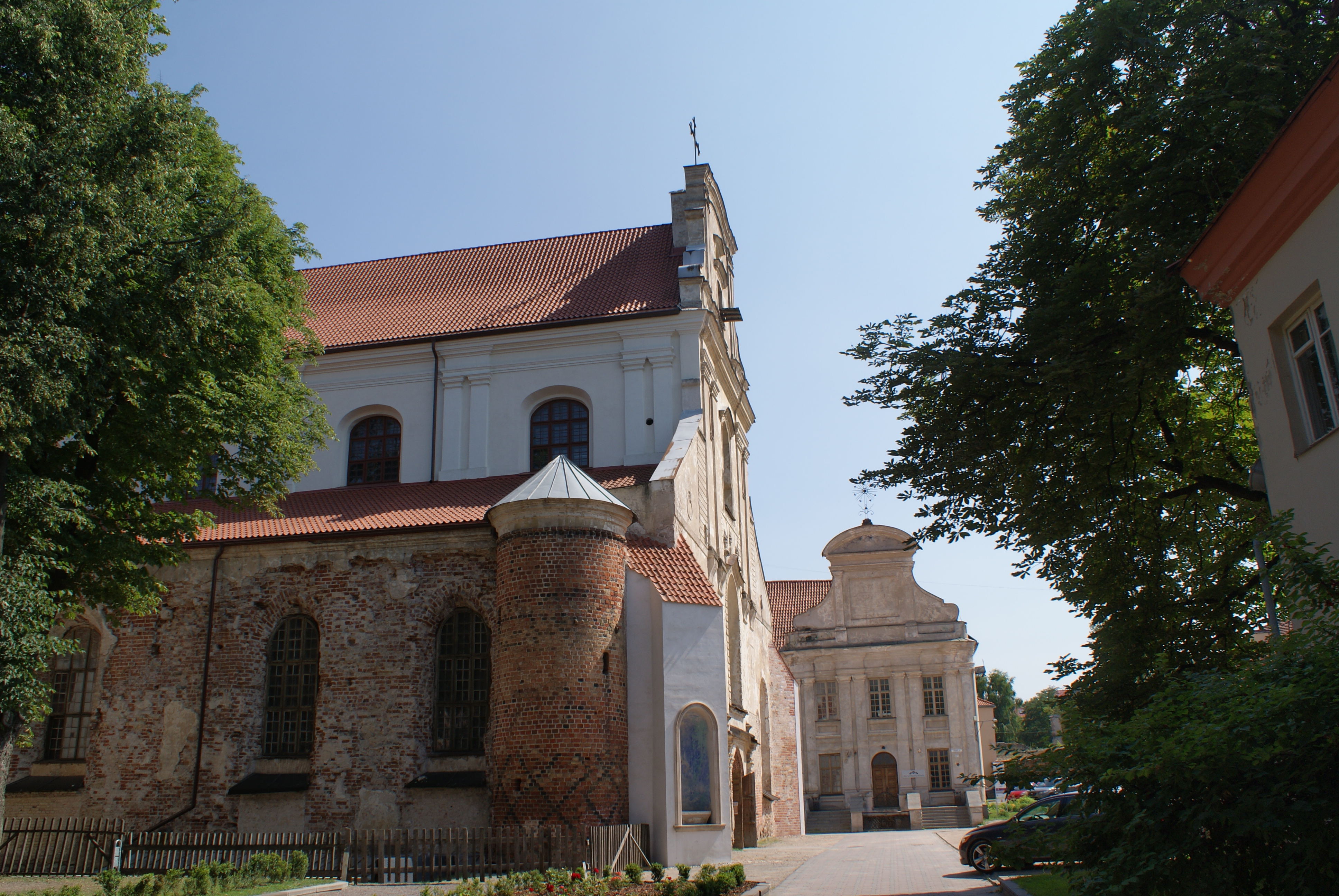
Église de l'Assomption
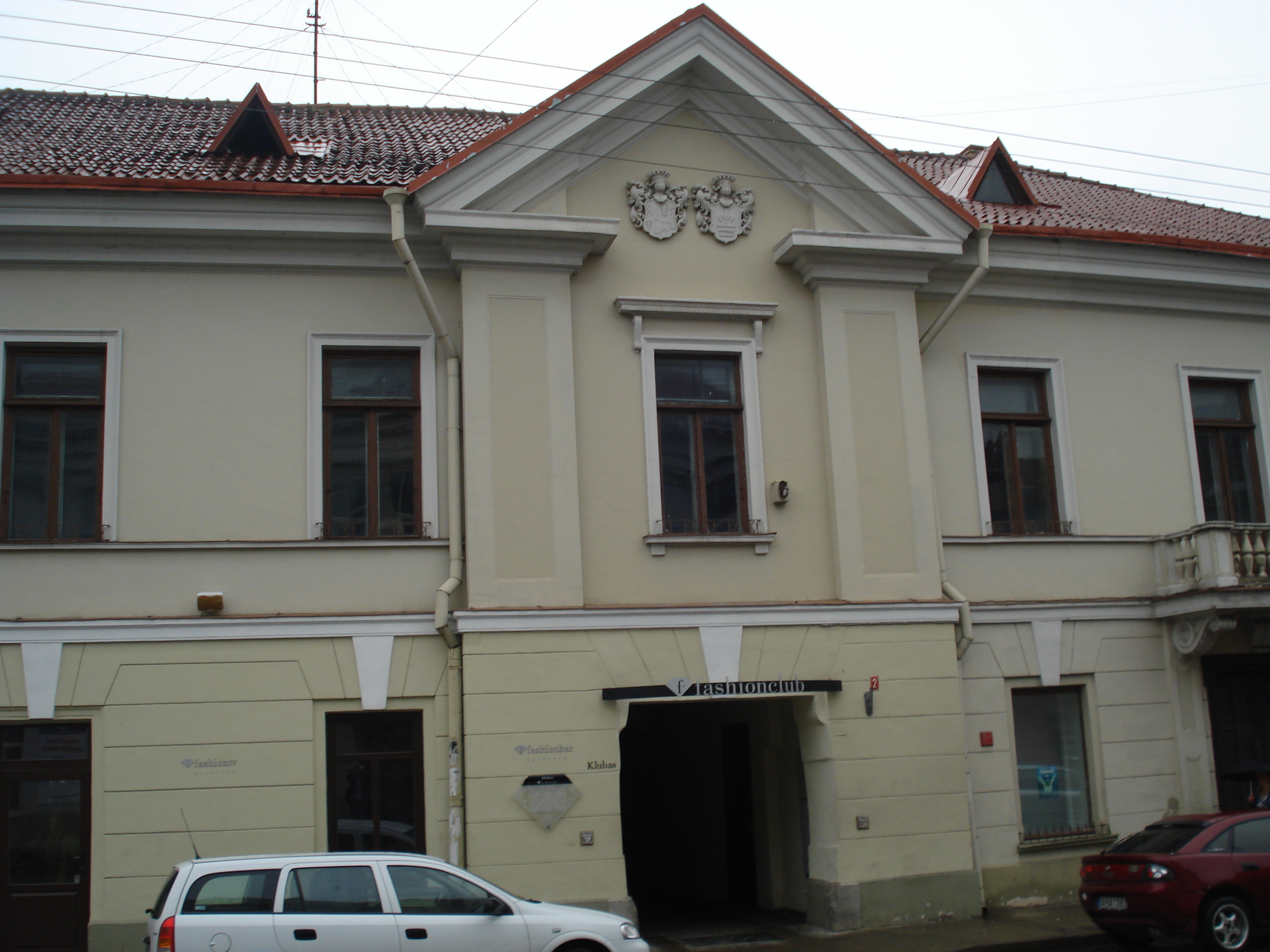
Palais Umiastowski